# Пермлеспром
«Пермлеспром» (Пермлес) — всесоюзное лесопромышленное объединение, крупное промышленное объединение (концерн), предприятия которого работали в девяти крупных регионах Советского Союза. «Пермлеспром» непосредственно подчинялся Министерству лесной, деревообрабатывающей и целлюлозно-бумажной промышленности СССР. Центральный аппарат располагался в Перми. Здание «Пермлеспром», построенное для концерна в 1950-х годах, является памятником архитектуры местного значения.
Всего на предприятиях концерна работало около ста тысяч человек; однако с учётом членов семей, от работы лесных отраслей Прикамья зависело около восемьсот тысяч человек.
Объединение «Пермлеспром» в разное время имел в своём подчинении (структурные подразделения):
- около 45 леспромхозов (ЛПХ) и сплавных рейдов;
- учебные заведения лесопромышленного профиля;
- проектно-конструкторское и технологическое бюро;
- домостроительные комбинаты в Перми, в Добрянке, в Чусовом;
- Пермское производственное деревообрабатывающее объединение «Пермдрев»[3] (1987—1989), в структуру объединения входили:
  - Пермский лесокомбинат «Красный Октябрь»;
  - Пермский домостроительный комбинат;
  - Добрянский домостроительный комбинат;
  - Ляминский домостроительный комбинат;
  - Яйвинский домостроительный комбинат;
  - Пермский лесопильный завод;
  - Новоильинский лесоперевалочный комбинат.
- Производственное лесозаготовительное объединение «Чусовлес»;
- два строительных треста: «Пермлесстрой» и «Комипермлесстрой» (ежегодно вводили в лесных посёлках и городах десятки жилых домов, школ, детских садов, леспромхозовских поликлиник и других объектов социальной сферы, повсеместно вели строительство дорог);
- специализированное управление рабочего снабжения «Пермлесурс»;
- Камский государственный лесосплавной трест «Камлесосплав»;
- экспериментальный механический завод объединения «Пермремлестехника» (позднее — Открытое акционерное общество «Пермский экспериментальный механический завод»);
- отраслевой речной флот из 800 судов;
- десятки вспомогательных и перерабатывающих предприятий вдоль р. Камы и р. Волги.